# Haliclona massalis
Haliclona massalis är en svampdjursart som först beskrevs av Carter 1886.  Haliclona massalis ingår i släktet Haliclona och familjen Chalinidae.
Artens utbredningsområde är Sydaustralien. Inga underarter finns listade i Catalogue of Life.